# (91024) Széchenyi
(91024) Széchenyi, désignation internationale (91024) Szechenyi, est un astéroïde de la ceinture principale.

## Description
(91024) Szechenyi est un astéroïde de la ceinture principale. Il fut découvert le 28 février 1998 à Piszkesteto par Krisztián Sárneczky et László L. Kiss. Il présente une orbite caractérisée par un demi-grand axe de 2,66 UA, une excentricité de 0,06 et une inclinaison de 4,6° par rapport à l'écliptique.

## Compléments